# Zoo Tycoon 2
Zoo Tycoon 2 är ett simulatorspel, en fortsättning på Zoo Tycoon av Microsoft Game Studios. Spelet går ut på att bygga och driva en djurpark. Zoo Tycoon släpptes 2001 och följdes år 2004 av Zoo Tycoon 2. 2006 släpptes utgåvan Zoo Tycoon 2 Zookeeper Collection. Utgåvan innehåller spelet Zoo Tycoon 2, expansionerna Endangered Species och African Adventure, samt en del Marine Mania-inslag. Det finns även ett paket med spel samt alla expansioner; Zoo Tycoon 2 Ultimate Collection.

## Om spelet
I Zoo Tycoon 2 finns olika vyer att välja mellan: besökarläget, fotoläget och en övergripande vy (arbetsläget). Spelaren kan gå in i djurens inhägnader och göra djurskötarsysslor.